# The Pop Culture Suicides
The Pop Culture Suicides est un groupe de rock expérimental américain, originaire de Chicago, dans l'Illinois. 

## Biographie
Le groupe est formé en 2005, et est composé de cinq membres. 
Le 24 mars 2007, le groupe publie de nouveaux morceaux sur Myspace pour un premier EP quatre morceaux. Cette même année, un nouvel album est annoncé, mais rien ne sera publié depuis. Par ailleurs, le groupe n'a jamais rien publié d'officiel, et semble être complètement tombé dans l'oubli.

## Membres
- Zim Zum (ex-Marilyn Manson) — chant, guitare
- Faust Flag — batterie
- Haze Lee Finn — chant, guitare
- Ajax — clavier
- Trey — basse